# Tetracentron sinense
Tetracentron sinense är en tvåhjärtbladig växtart som beskrevs av Oliver. Tetracentron sinense ingår i släktet Tetracentron och familjen Trochodendraceae. Inga underarter finns listade.

## Bildgalleri

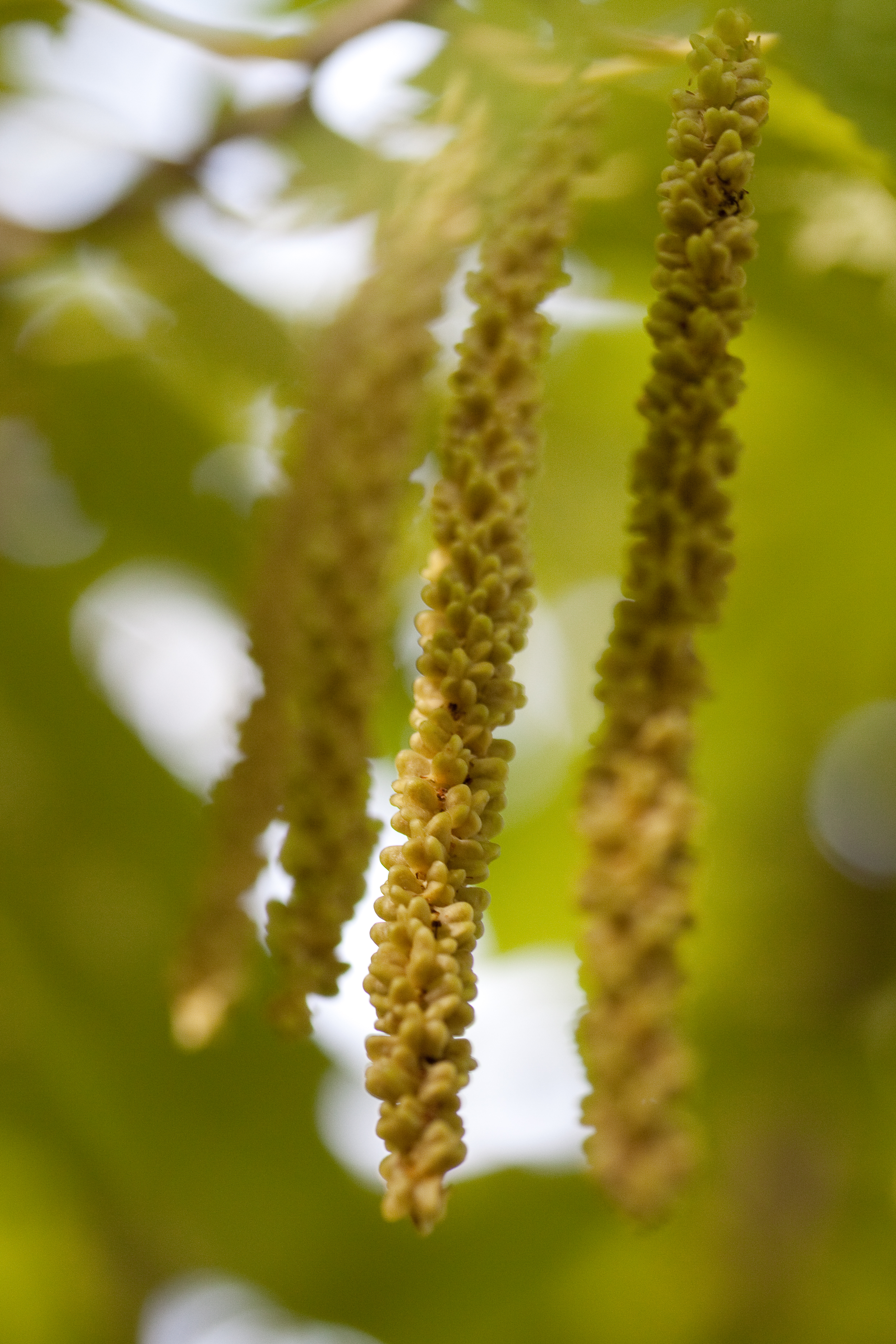
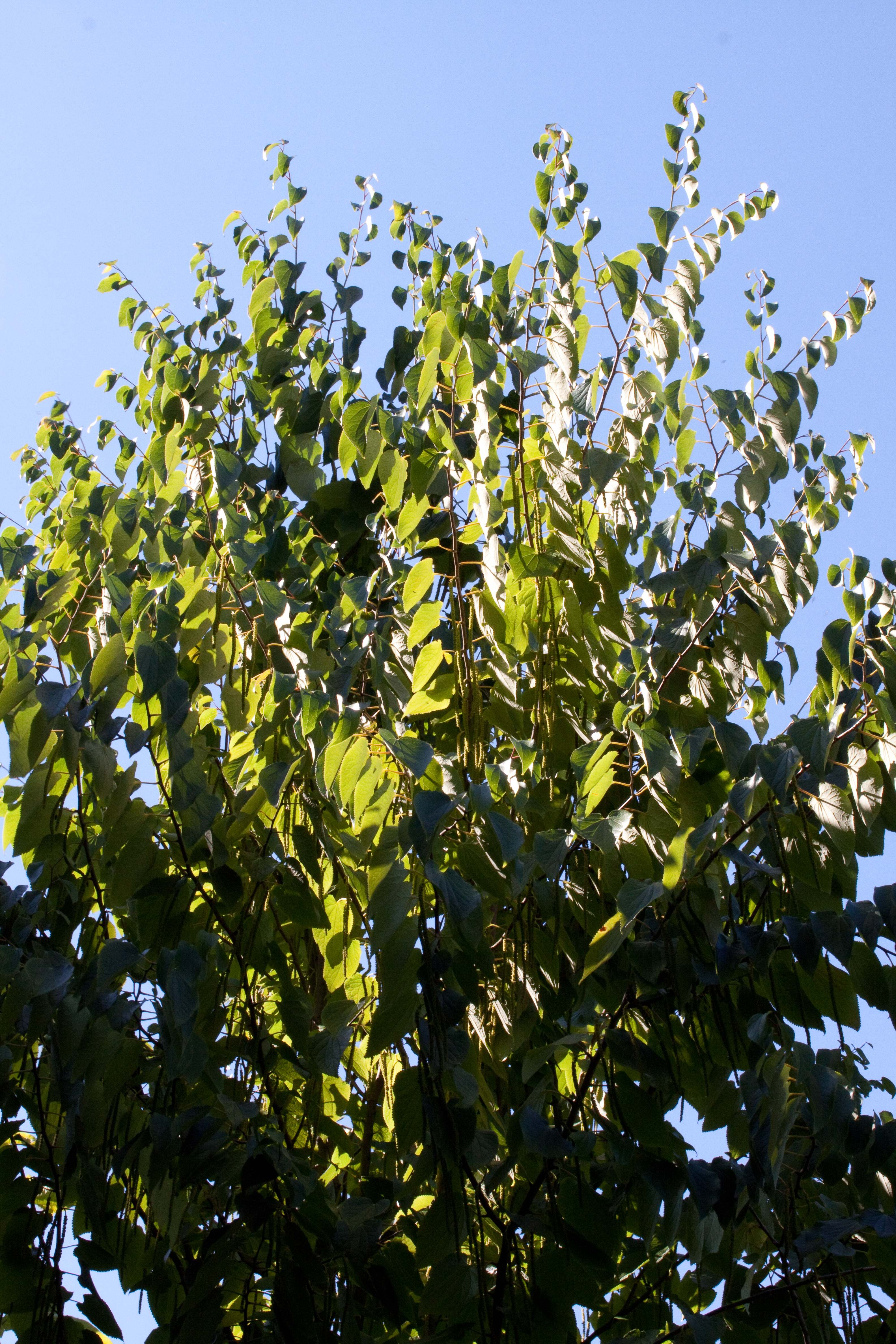
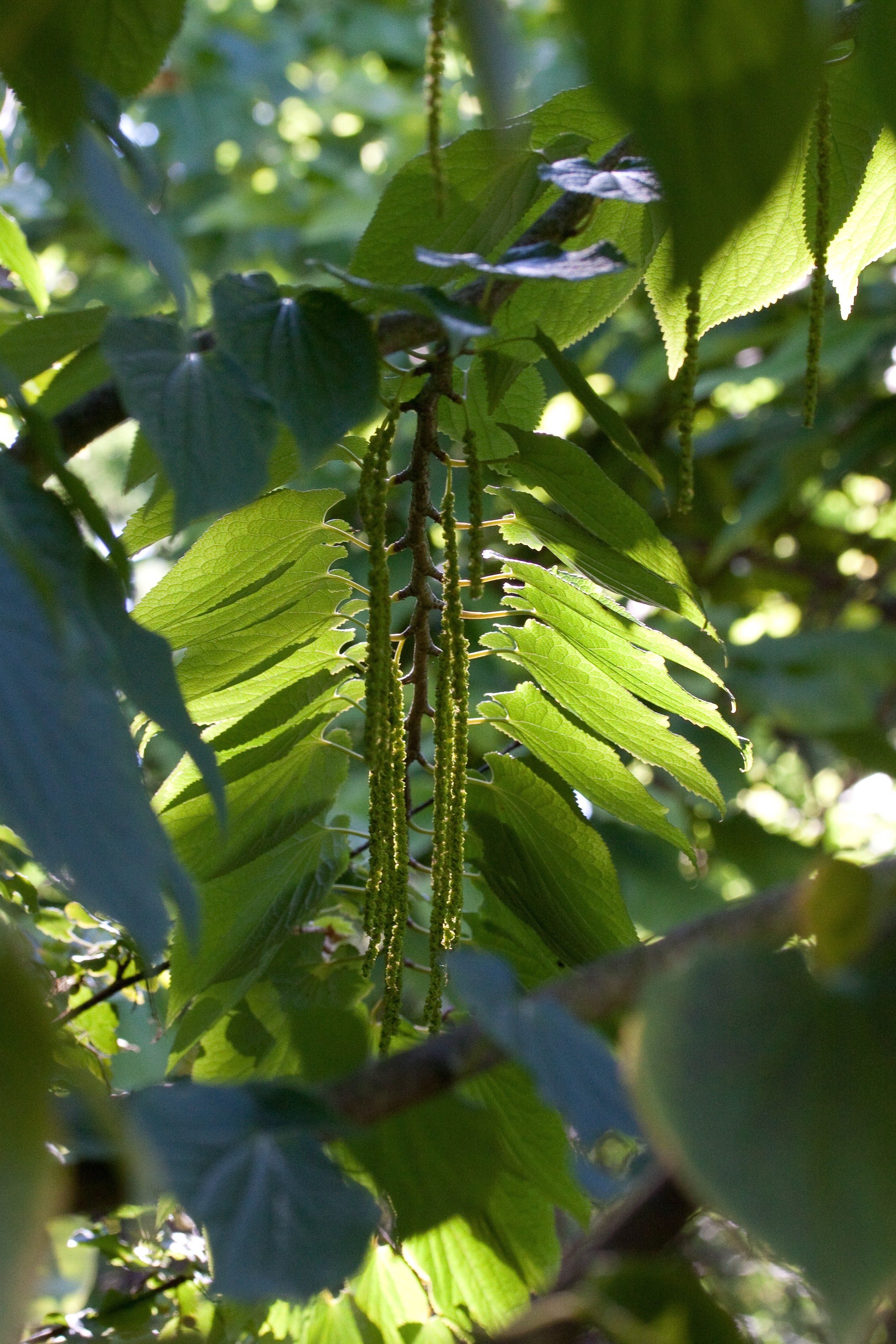
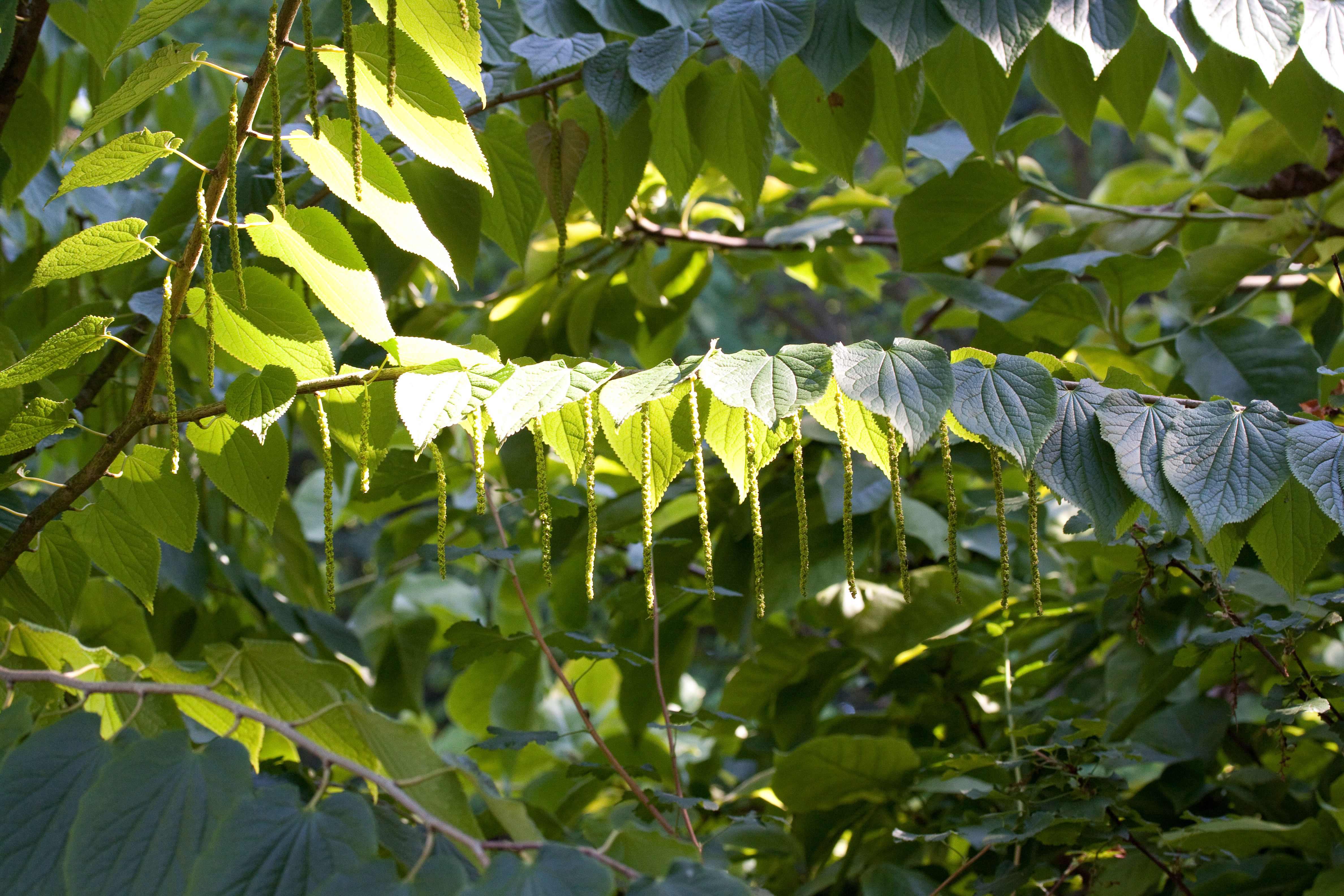
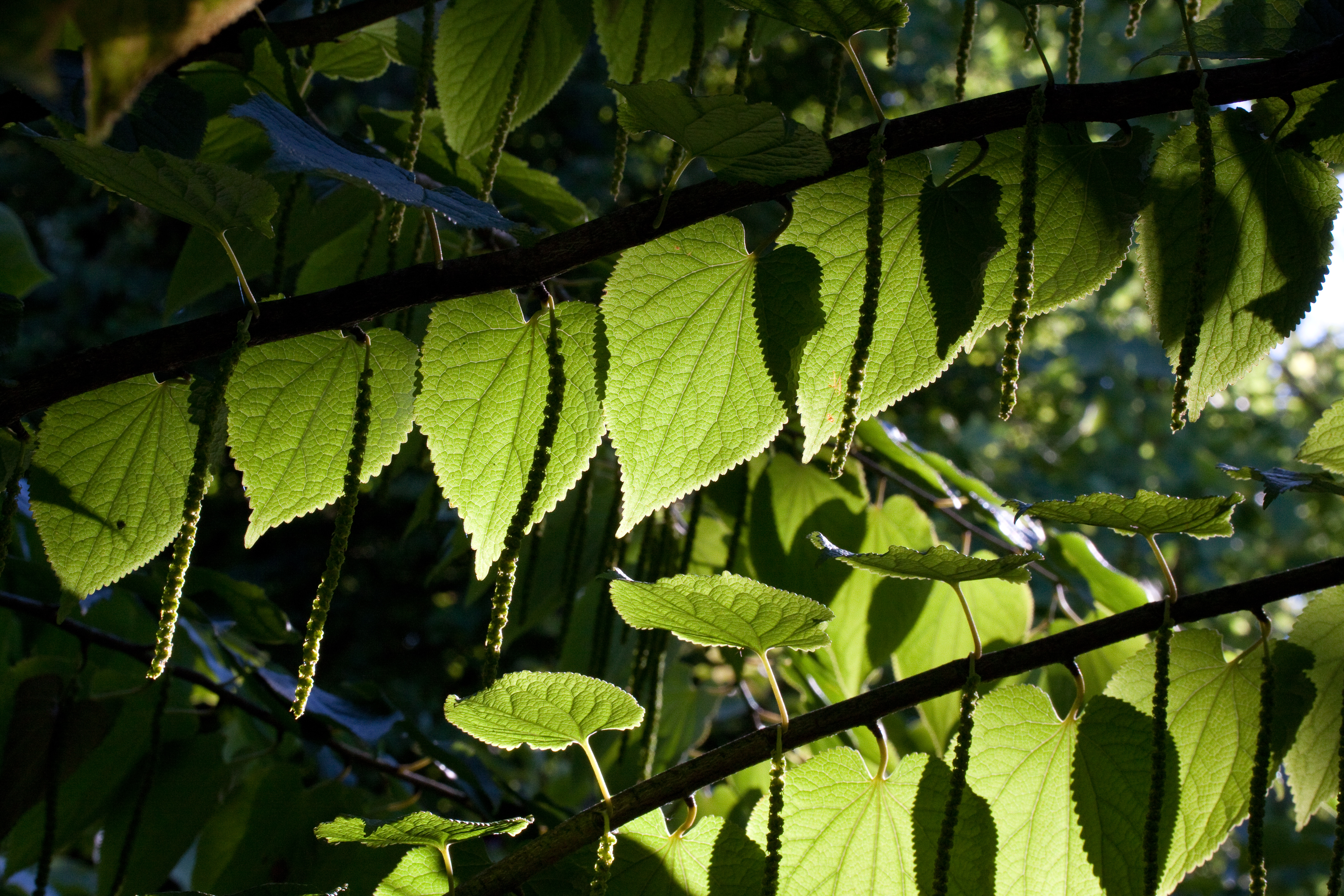
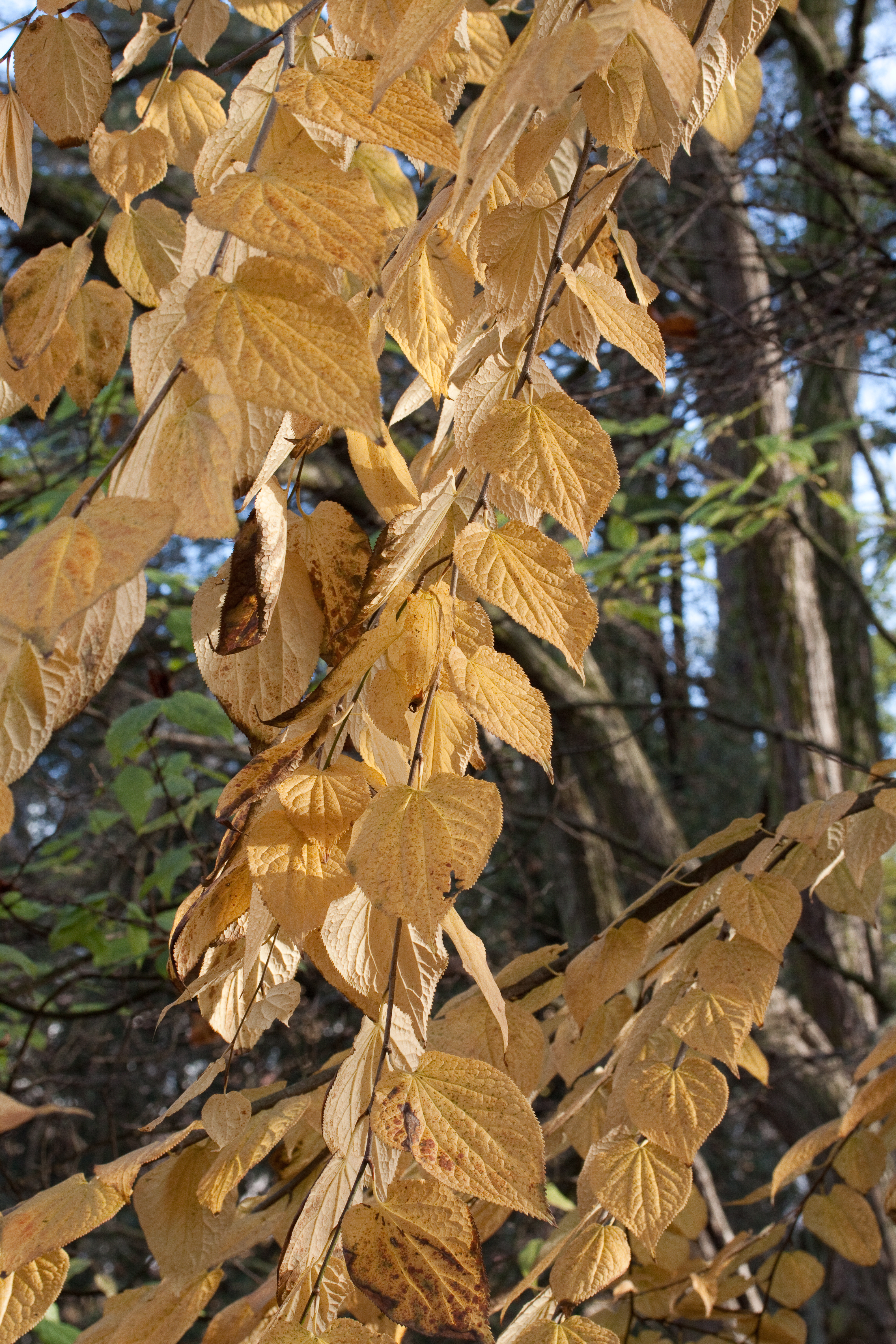